# Аахенський собор
Аа́хенський собо́р (нім. Aachener Dom, Hoher Dom zu Aachen,  Aachener Münster, Aachener Marienkirche, Kaiserdom) — катедральний імперський собор міста Аахена, об'єкт світової культурної спадщини ЮНЕСКО з 1978 року. Єпископальна церква єпархії Аахена, а також найважливіший символ міста Аахен, Німеччина. Цей собор складається з декількох будівель, збудованих в періоди від Раннього середньовіччя до сучасності.
Архітектурний комплекс, що поєднує стилі різних періодів будови християнських соборів. Прототипами Аахенського собору були східно-римські церкви. Найдавніша і найцінніша частина будівлі є каплиця Карла Великого (796–806) — споруда у формі восьмикутника заввишки 31 метр та діаметром близько 32 метри. Спочатку споруда будувалася як частина Аахенського палацу і отримала назву «каплиця Палатина». Від 936 до 1531 року (595 років) каплиця була місцем коронації для тридцяти одного німецького короля і дванадцяти королев.
Аахенський кафедральний собор є неоднорідною структурою, що розвивалась понад 1200 років під впливом багатьох стилістичних епох. Покровителька собору — Божа Матір Марія.

## Історія
Карл Великий 796 року запросив фахівців з південних країн (Риму, Візантії) для створення на території Німеччини монументальної кам'яної споруди. 805 року папа Лев III освятив собор.
Палацова імператорська капела (нім. Pfalzkapelle), побудована за ініціативою Карла Великого Одо Метцом у візантійському стилі, є ядром будівлі. Капела має висоту 31 м, діаметр — 32 м, формою ж являє собою восьмигранний купол, оточений 16-гранною галереєю в два поверхи. Купол підтримує 8 стовпів; 8 арок верхнього обходу спираються на подвійні колони. Хори в готичному стилі були прибудовані в 1353–1414 роках. Більшість капел, що оточують восьмикутник, в готичному стилі.

Стара будова протягом часу була сильно спотворена різними реконструкціями; особливо постраждала мозаїка, що прикрашала колись склепіння купола і від якої до початку XX століття збереглися лише дрібні залишки. Наприкінці XIX століття «Товариство Карла Великого» («Karlsverein»), засноване 1849 року, поставило собі завданням реставрувати собор як з внутрішнього, так і з зовнішнього боку. Восьмикутники були знову прикрашені прекрасними мармуровими колонами, які 1794 року були викрадені французами і знову повернені ними згідно з умовами Паризького миру. Чотирнадцять статуй усередині хору спорудили знову в усій колишній пишності фарб. Реставрація мозаїки була закінчена 1881 року.
Під час Другої світової війни Аахен, включаючи його знаменитий собор, був сильно пошкоджений бомбардувальними нападами та артилерійським вогнем, але основна структура собору збереглася. Багато художніх об'єктів собору було знято для забезпечення зберігання під час війни, а деякі, що не могли бути переміщені, захищені в самій церкві. Проте скління церкви Хорум XIV століття, неоготичного вівтаря, великої частини монастиря та Святої каплиці (Heiligtumskapelle) були безповоротно знищені. Реконструкція та реставрація відбувалися понад 30 років і коштували близько 40 мільйонів євро.
За свою більш ніж тисячолітню історію собор постійно добудовувався, частково руйнувався і реставрувався. З ним пов'язані легенди, зокрема сага про те, що гроші на будівництво собору довелося брати у самого диявола за умови, що він отримає душу першого, хто увійде до збудованої будівлі. За цією легендою, містяни обхитрили нечистого, запустивши першим вовка. Жадібний диявол відразу вчепився в жертву, лишень потім помітивши каверзу.

Ще про одну легенду Аахенського собору згадує Королів-Старий в книзі «Чмелик. Навколо світу»: «Є така легенда, ніби біля того собору Карл власною рукою посадовив трояндовий кущ. Минуло кілька століть (бо Карл Великий помер у 814 році), а той кущ все ріс та ріс, розкидаючи на всі боки свої віти, що розповзались по соборових мурах. Коли це, не знать з чого, почала та троянда всихати. Що з нею не робили — нічого не помагало. І от, тоді міський магістрат ухвалив викопати куща, щоб його посохлі віти не псували вигляду собору. Але ж соборний дзвонар ніяк на те не згоджувався: він бо дуже любив той кущ і йому було шкода з ним розлучитися. Через те він раз-у-раз прохав, щоб куща лишили ще трохи: може-таки він відійде. Тим часом якось вночі завітав до того дзвонаря невідомий захожий чоловік-чужинець і попросився переночувати. Дзвонар його пустив. На другий ранок той подорожній почав просити, щоб дзвонар дозволив йому у нього жити, а він за те йому служитиме. Пристав дзвонар і на те. А була в того дзвонаря дуже гарна дочка й полюбилася вона чужинцеві. От, він і почав її сватати, але ж батько рішучо відмовив, бо це був чужинець, слов’янин, не католицької віри, а з походження «русин», тобто українець. От, тоді захожий, бачачи, як дзвонар побивався за кущем, і каже, що, коли старий віддасть за нього свою доньку, то він зробить так, що троянда оживе й знову буде цвісти. На це вже дзвонар не міг не пристати. Тоді той українець і заходився коло куща, тільки наперед умовився, щоб у нього не питали жодного слова, хоч би й що він з тим кущем не робив. А потім пообрізував віти, понавозив відкілясь землі й — диво! — на весну кущ почав рости, а потім на ньому, зацвіли й троянди. Тоді старий дзвонар впорядив бучне весілля, а потім, як помер,— то той захожий українець став замість свого тестя, дзвонарем Аахенського собору. От, такі-то наші українці!»

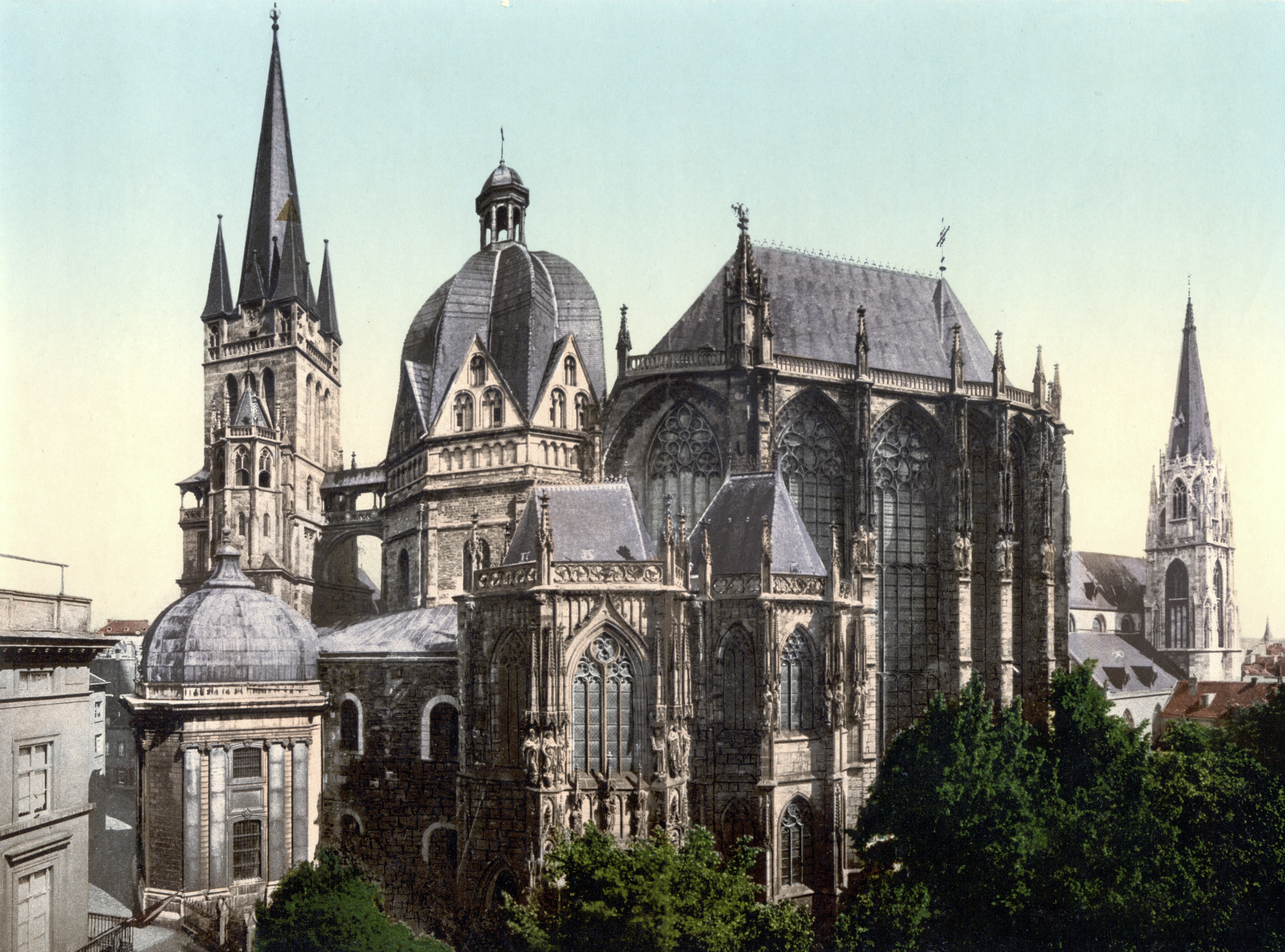
Аахенський собор 1900 р.

## Архітектура та історія архітектури
Восьмикутна центральна будівля, заснована на візантійських моделях з двоповерховим підходом, сьогодні є одним із видатних прикладів середньовічної сакральної архітектури. На додаток до восьмикутника спорудили дві вежі, розташовані вище на заході. Після смерті Карла Великого важливість Аахена як духовного центру Франкської імперії затухала. Однак церква з гробницею Карла Великого все ж таки здобула велику привабливість. З 936 р. римсько-німецькі королі були короновані тут на мармуровому престолі Карла Великого в Гохмюнстері. Правителі поклонялися в церкві і збагатили скарб мистецтва через щедрі пожертви і фонди. Під владою Отто III з 997 року внутрішня обробка храму змінилася. Окрім картин, його також частково прикрашали мозаїки.
Палацова капела складається з високого восьмикутного приміщення, що ділиться на дві частини за вертикаллю. Внутрішній восьмикутник формується міцними стовпами, над якими є вісім криволінійних поверхонь, що покривають центральний простір. Навколо цього внутрішнього восьмикутника розташовується низьке склепіння, утворюючи галерею. Нижня і верхня частини характеризуються із сильним виступом карнизу. Цей карниз був вже у каролінгському періоді з версифікованим червоним написом.
Головний вівтар і імператорський трон розміщені у верхній частині Палацової каплиці. Над аркою галереї піднімається восьмикутний барабан з прорізами для вікон, на якому лежить купольне склепіння.
Верхні галереї утворені бронзовими каролінгськими стовпами. Стовпи античні і частково походять із трансальпійського регіону, в основному з Італії, грецької і єгипетської місцевості.
Зовнішні стіни каролінгського восьмикутника, виготовлені з кар'єрного каменю, значною мірою неструктурованого і без подальшої обробки. Восьмикутник сьогодні увінчаний своєрідним бароковим дахом з підвісним ліхтарем, який помітно спотворений тиском з боку Заходу.
Західне крило собору є каролінгського походження. Центральна частина увінчана неоготичною вежею з годинником з XIX століття, і двома фланговими сходовими вежами. Це двоповерхова будівля, що з XVIII століття утворює головний вхід в будівлю церкви.
Попереду Вестверку, в каролінгські часи, був атріум у вигляді внутрішнього дворика, оточеного арками з обох сторін. Розмір атріуму складав 127 × 83 каролінгових ніг (42,0–42,5 м × 27,7–27,9 м). Двоповерхові північне і південне крила мали низьку підлогу з невеликими арковими вікнами і арочною галереєю. Розкопки свідчать про те, що ще в каролінгські часи атріум був перетворений з світського двору на сакральний внутрішній двір. Реконструкція східної та західної сторін атріума була суперечливою, відповідно до літератури. Західний кінець, ймовірно, утворював портик, який був доступний на рибному ринку через кілька кроків. Зовсім нещодавно це обговорювалось на підставі археологічних знахідок: чи є портик каролінгськими воротами. Східного крила атріума на той час не існувало, але був доступ до баштових сходів Вестверку.
Романські зміни мало збереглися, за винятком порталів Свято-Миколаївської каплиці, фасаду каплиці всіх душ та декоративних архітектурних елементів в монастирі. З 1187 по 1193 рр. були побудовані романські монастирські споруди. Восьмикутник був піднятий (близько 1190 р.) і обладнаний вісьмома декоративними стрічками та галереєю. Романська конструкція даху, а також декоративні огорожі були втрачені протягом наступних століть через пожежі та перероблювання.
У XIV столітті почалося вшанування чотирьох великих реліквій. Паломництва в святині, які відбувалися кожні сім років, супроводжувались структурними змінами в церкві. Були закладені невеликий прямокутний хор і капела вітрео — високий готичний хор. Також було створено багато капел. Високі готичні баштові куполи з фланговими баштами були збудовані близько 1350 року.
Протягом XVII–XVIII ст. архітектура та споруди церкви змінювались не зважаючи на величезний збиток, заподіяний в 1656 р. в Аахені. Дахи церкви Св. Марії були зруйновані. Покрівля хора та восьмикутника була відремонтована в 1664 році, західна вежа через проблеми з фінансуванням була замінена лише тимчасовою дзвіницею. Інтер'єр церкви був створений з 1719 року, зокрема, італійськими штукатурами Вазалі та Артарі.
Стиль бароко: з 1731 по 1733 рр. стовбуровий склеп у Гохмюнстері був перефарбований живописцями Бернардіні та Абрилі. Плани, зроблені данським архітектором Крістіаном Зубером з метою модернізації готичного хору через прозоре укріплення високих вікон і витягування стовбура, не були реалізовані. Кольорове скління замінили прозорими скляними вікнами.
Від епохи бароко залишилась Угорська каплиця, яка була перебудована в середині XVIII століття, зберігається і сьогодні. Конверсія була проведена 1748 року відомим архітектором Ахена Йоганом Джозефом Сьючем. Нове будівництво нової каплиці вже показало серйозні дефекти оболонки, так що майже завершена каплиця була знову знята 1755 року й замінена Джозефом Мореттібувом.
Під час французького правління частини інтер'єру були розібрані. Свинцева покрівля дахів була вилучена в 1794 році. До того часу, як вона була покрита шифером 1803 року, церква мала лише попереднє покриття. Вже 1789 року був побудований бароковий високий вівтар.
Через важкі політичні та економічні часи великі роботи в головній будівлі не проводились до середини 1920-х років. Статичні проблеми в готичному хорі, який 1916 року призвів до блокування хорового будинку, привели до встановлення перллет-якоря, необхідного для стабілізації в 1920-х роках. У мансарді була встановлена спринклерна система як засіб протипожежної безпеки.
Під час Другої світової війни храм був декілька разів розбомблений, від чого сильно пошкодився. Багато артефактів були передані на збереження або резервуються в самому соборі. Скління готичного хору і неоготичний вівтар, а також велика частина монастиря і каплиця на південній сходовій башті були зруйновані. Багато інших компонентів — особливо дахи каплиць — були сильно пошкоджені бомбами.
Після Другої світової війни основні дефекти — особливо скління і дахи, — були вилучені, з метою забезпечення першої подорожі по святині після війни в 1951 році. Після Другого Ватиканського собору положення головного вівтаря було змінено. З 1985 року було розпочато загальну реконструкцію будівлі, яка знайде своє попереднє завершення в найближчі кілька років. В загальному відновлення тривало понад 30 років і коштувало близько 40 мільйонів євро.

## Хронологія останніх заходів реставрації
- 1984 р. Баптистерійна каплиця: відреставрована барокова каплиця, відновлено вогнезахисні поверхи та штукатурки.
- 1985 р. Каплиця Миколая та Михаеля: на готичній каплиці довелося відремонтувати численні кам'яні ушкодження на стовпах.
- 1985–1986 рр. Структура даху восьмикутника: з 1656 року покрівельна ферма була закручена через переважання західного вітрового навантаження, що призвело до нестабільності даху. Були побудовані нові вітрові пов'язки.
- 1984–1991 рр. Каплиця Карла і Губертуса: Переміщення залізобетонного кільця над склепінням, щоб запобігти подальшій деформації каплиці. Балки з даху були замінені і зроблений новий шифер. Деякі декоративні фігури були замінені. Для чутливих елементів, таких як ажурні вікна і фігури з голубами був передбачений захист.
- 1986 р. Вовчі двері: з 1986 року кожні два роки герметизують рідким воском.
- 1998 р. Каплиця Ганни та Матіаса: збереження живопису, нова перевірка.
- 1986–1987 р. Кріплення Пірлета: побудовані хори, колони були оброблені азбестом, який був втілений з гіпсовою штукатуркою.
- 1987 р. Восьмикутний дах: ліхтар над восьмикутним дахом був поновлений, тому що дерев'яна опорна конструкція стала гнилою і стабільності більше не було.
- 1987–1988 рр. Монастирі: заміна карнизів.
- 1987–1989 рр. Західна вежа: через попадання вологи, залізні дужки, що з'єднують піщаник з облицюванням замкової вежі, були сильно іржаві. Залізна скоба була перевірена і замінена на кронштейни з нержавіючої сталі.
- 1988 р. Ремонт після штормового ушкодження в зоні чотириголового орла в залі хорів.
- 1989 р. Модернізація мосту між західною баштою та дахом восьмикутника.
- 1989–1990 рр. Капела Ніколауса: миття післявоєнного перефарбування; Експозиція настінних візерунків з XV і XIX століть.
- 1990–1991 рр. Капела Ніколауса: заміна іржавих залізних дужок. Підвищена стійкість завдяки встановленню двох фрикційних якорів.
- 1991 р. Єпископська могила: облицювальні плити на південній стіні відірвалися від задньої стіни і були з'єднані ще раз.
- 1991–1994 рр. Каплиця Угорщини: барокова каплиця була відреставрована. На додаток до реконструкції даху, карниз, мансарда та кільце кріплення, внутрішня обробка штукатурні декорації та вікна були поновлені.
- 1992 р. Капела Карла: реставрація та фіксація пухких шарів кольорів картин у каплиці.
- 1993–2000 рр. Хорхалле: зал хору був відремонтований, відновлення кільцевих якорів, ферми на даху, а також ремонт сонячних годинників. Відновлені фігури на відкритому майданчику, деякі зруйновані вікна були реабілітовані.
- 1994–1998 рр. Монастир: реставрація стін і поверхонь стін.
- 1999–2000 рр. Монументи: впровадження нової концепції освітлення.
- 2000–2004 рр. Ремонт каролінгової кладки та кільцевих якорів.
- 2001–2002 рр. Дрібна діра: цифри були очищені лазером і відновлено стабільність порталу.
- 2001–2002 рр. Октогон: відновлення основного даху.
- 2002 р. Збереження ототонського живопису.
- 2003–2004 рр. Нова шиферна покрівля башт.
- 2003–2006 рр. Капела Матіаса і Анни: ремонт даху, відновлена стара німецька покрівля, фігури.
- 2010–2013 рр. Реставрація мозаїки: купольна мозаїка та мозаїка в коридорах.
- 2013 р. Капела Ніколауса: реконструкція ферми даху.
- 2014 р. Каплиця північної башти: реконструкція ферми даху.
- 2016 р. Зал хору: Заміна склопакетів, зруйнованих вандалізмом.[4]

## Структура собору

### Капела Палатина
Капела збудована у 796–805 рр. за моделлю візантійських будівель (наприклад, базиліка Сан-Вітале в Равенні та Мала Софія в Константинополі). Архітектор — Одо Метц. Оригінальний дизайн був куполоподібної восьмикутної форми, огородженої 16-гранною зовнішньою стіною.
Внутрішній восьмикутник діаметром 14,46 м. Навколо нього розташовано шістнадцять односторонніх просторів, над якими розміщена галерея. Два рівні відокремлені один від одного експансивним карнизом. Над арками галереї здіймається восьмикутний барабан із верхнім рядом вікон, на вершині якого розташований купол.
Верхні галереї відкриваються сіткою стародавніх колон з оренбурзького граніту. Внутрішні стіни спочатку були облицьовані мармуром. Круглі арочні отвори на верхньому рівні, між колонами, прикрашені метровими огородженнями із каролінгзької бронзи, створеними 1200 років тому в єдиному творі відповідно до римських моделей. Оригінальна купольна мозаїка, ймовірно, була виконана близько 800 року. У 1880–1881 рр. її відтворив венеціанський майстер Антоніо Сальвіаті за планами бельгійського архітектора Жана Батиста де Бетюна.
Стовпи восьмикутника виготовлені з бутового каменю. За часів Карла Великого Аахенський катедральний собор був червоного кольору, згідно з останніми висновками офісу Рейніш. Штукатурка мала такий окрас через додавання подрібненої червоної цегли.

Питання про те, які геометричні поняття та основні одиниці вимірювання лежать в основі побудови капели ще не зовсім зрозумілі і сьогодні. Роботи попередніх соборних архітекторів базувалися в основному римському футі (295,7 мм). Однак ці виміри вимагають складних теорій, щоб пояснити фактичні розміри церкви. 2012 року архітектурний історик Улріке Хекнер запропонував теорію нової, досі невідомої одиниці вимірювання 322,4 мм, так званого Аахенського королівського фута, за якою можна простежити всі виміри в Каплиці Палатина. 

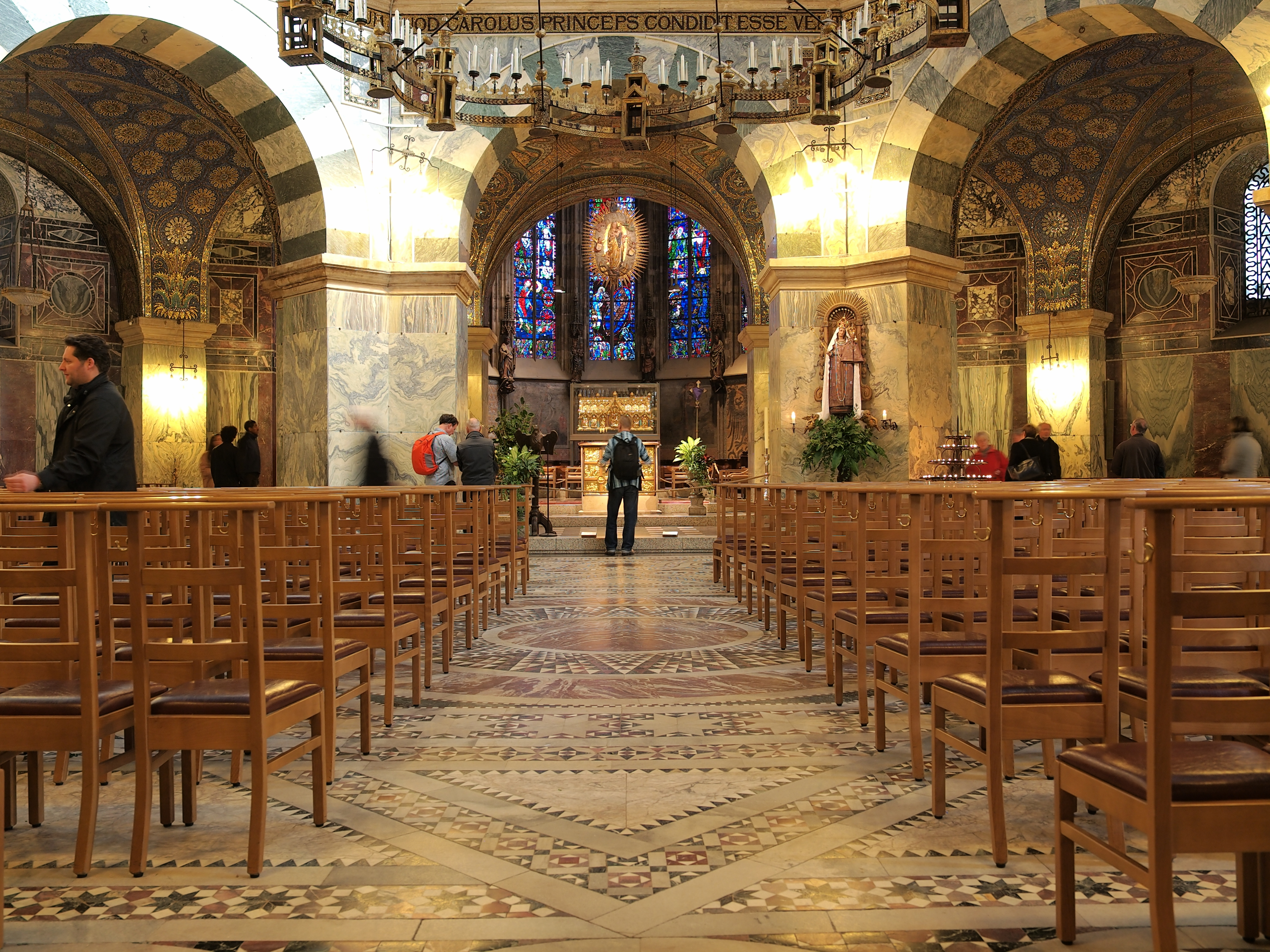
Усередині восьмикутної палацової капели
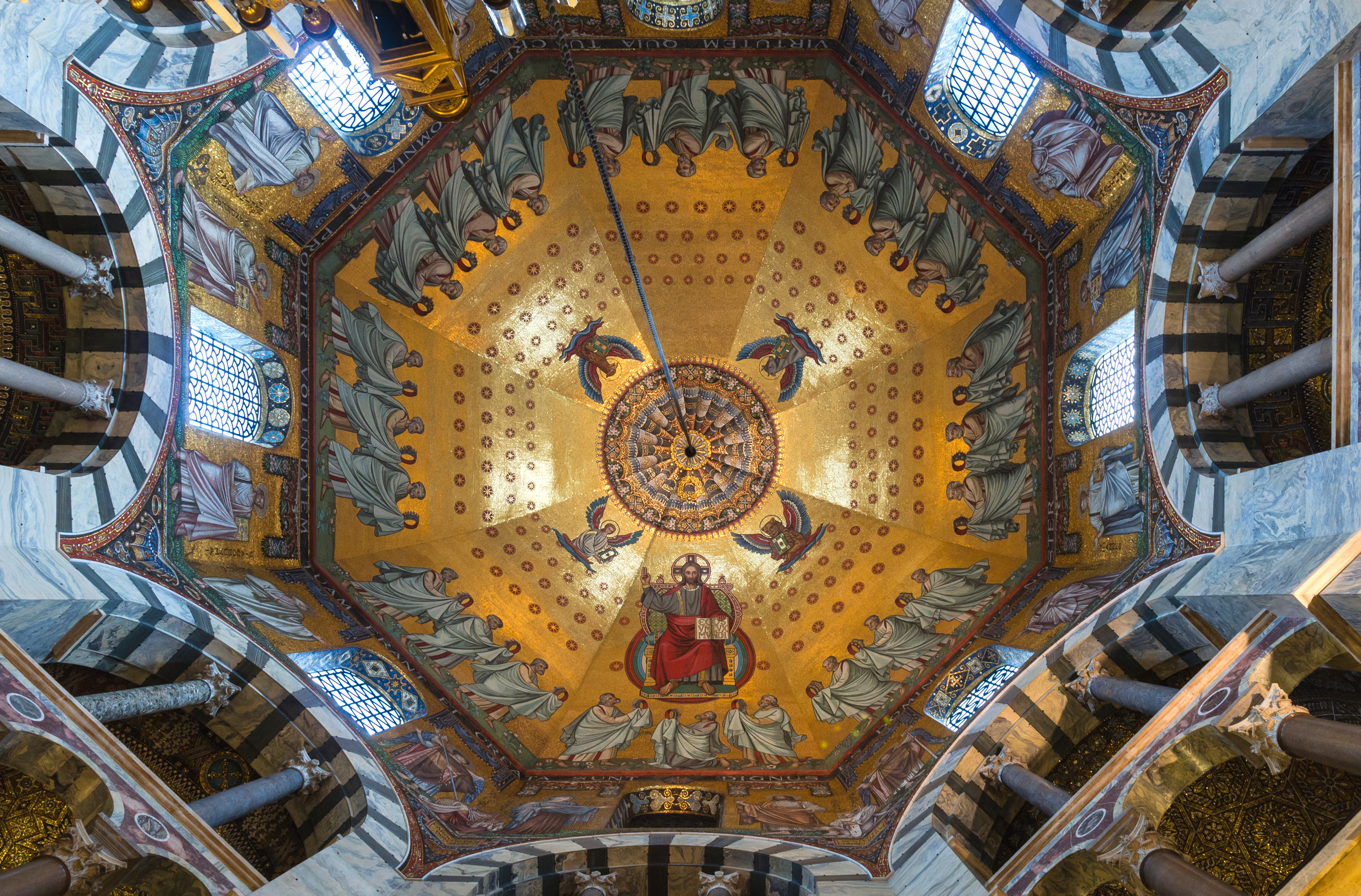
Купольна мозаїка
План капели Палатина

### Західна башта
Західний фасад собору каролінгського походження. Це двоповерхова башта, верхня частина якої завершена у XVIII столітті.
Західний портал відкривається бронзовими дверима, відомими під назвою «Вовчі двері». Вони виготовлені близько 800 р. до каплиці Палатина, засновані на давніх моделях і важать близько чотирьох тонн. Кожен лист дверей розділений на вісім прямокутників — число яких мало релігійну символіку в християнстві як символ неділі, дня Воскресіння Ісуса Христа. Дверні кільця у формі левових голів оздоблені 24 листами аканта (тобто двічі дванадцять або три рази вісім) — знову ж таки на найглибшому рівні нумерологія.
Сьогодні західна стіна увінчана великим вікном. Велика віконна рама замінюється меншим вікном з часів Каролінгів. Сучасне вікно було розроблено Евальдом Матаре 1956 року.

Поверхи західного фасаду реконструйовані в першій половині XIV століття та в XVII столітті; башта закінчена між 1879 і 1884 роками.

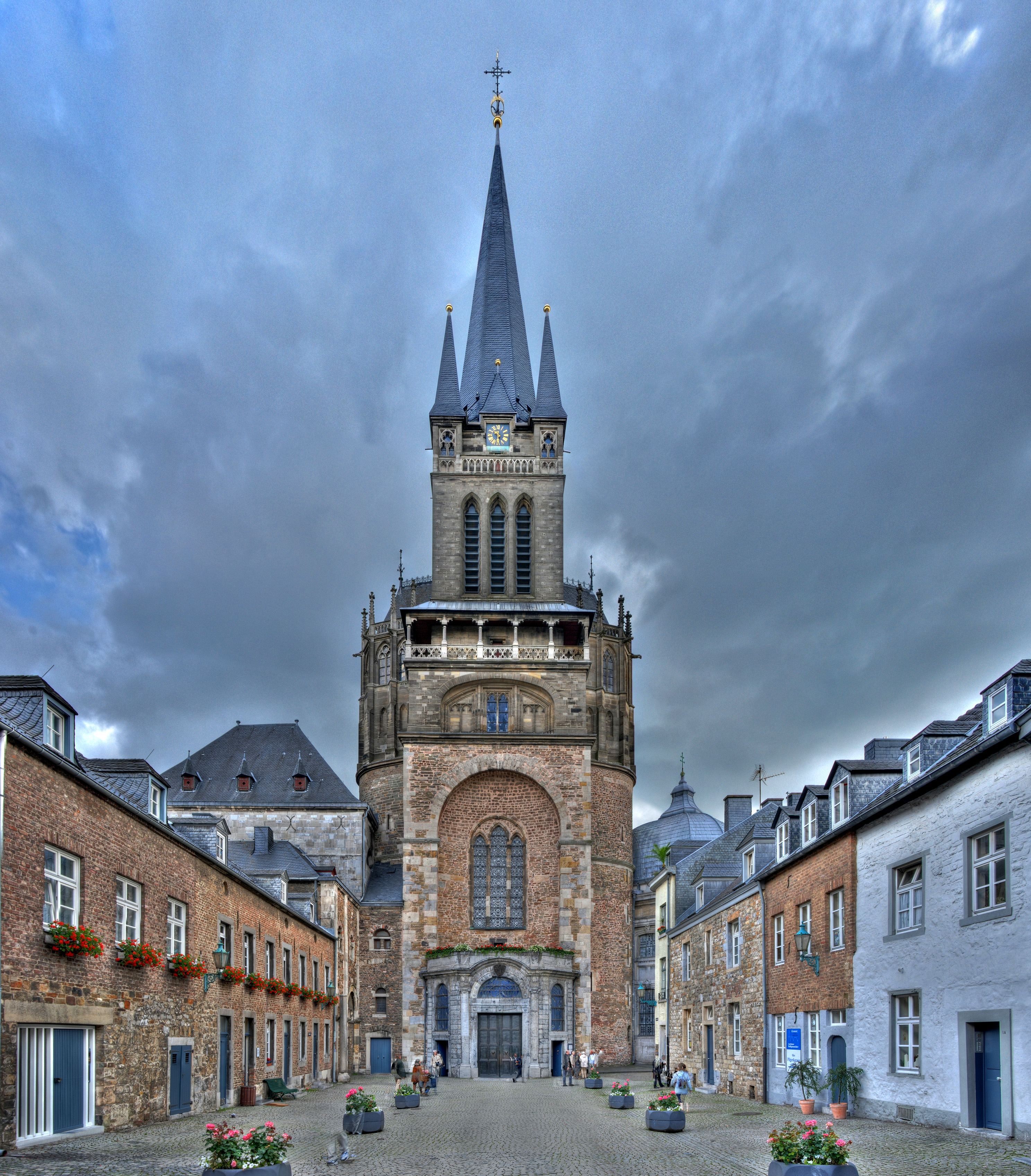
Аахенський собор,  західний фасад
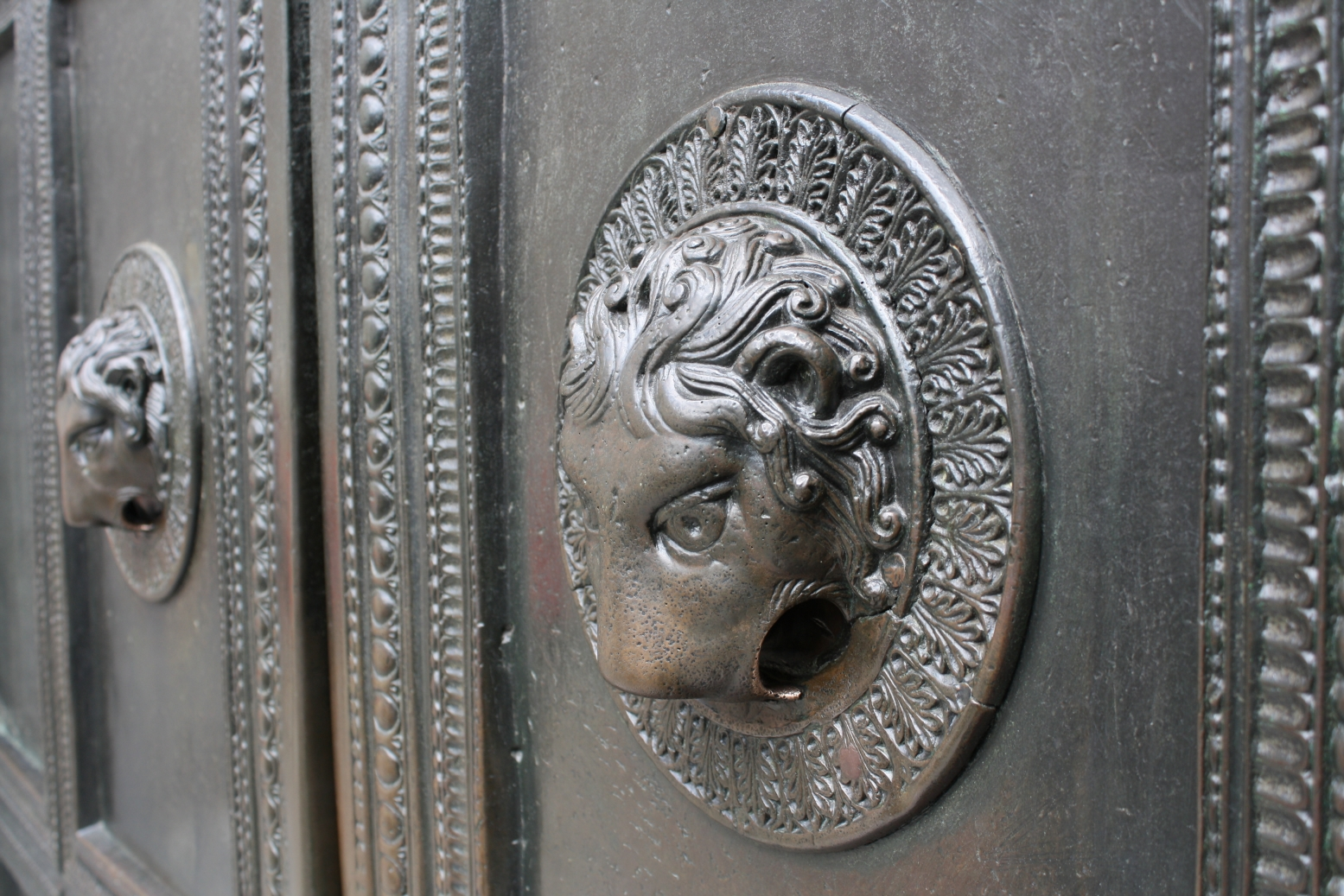
Кільця у формі левових голів — оздоблення «Вовчих дверей»

### Хор
Між 1355 і 1414 роками за ініціативою Маріенстіфта та Герхарда Хорі (1285–1367) готичний хор був побудований на схід від восьмикутника. До цього мав бути прямокутний каролінгський хор.
Готичний хор розміром 25 м в довжину, 13 м в ширину та 32 м у висоту. Його зовнішня стіна, наскільки це можливо, заповнена 13 кольоровими вікнами — площа поверхні скла перевищує 1000 м². Оригінальні вікна були сильно пошкоджені пожежами та бомбардувальними нападами Другої світової війни; теперішнє скло датується 1950-ми роками.
Конструкція розташована за моделлю Сент-Шапель у Парижі, а також простору для важливих мощей та королівської каплиці. Для стійкості храму вмуровані залізні стрижні у вузьких кам'яних опорах, щоб забезпечити якнайбільше місця для віконного простору.
Головний вівтар, який стоїть перед восьмикутником, прикрашений чудовим золотим фронталом, відомим як Пала д'Оро, датований близько 1000 р. і є подарунком Отто III і Генріха II.
На стовпах між вітражними вікнами стоять 14 статуй, виконаних бл. 1420 року: Діви Марії, Дванадцятьох Апостолів та Карла Великого.

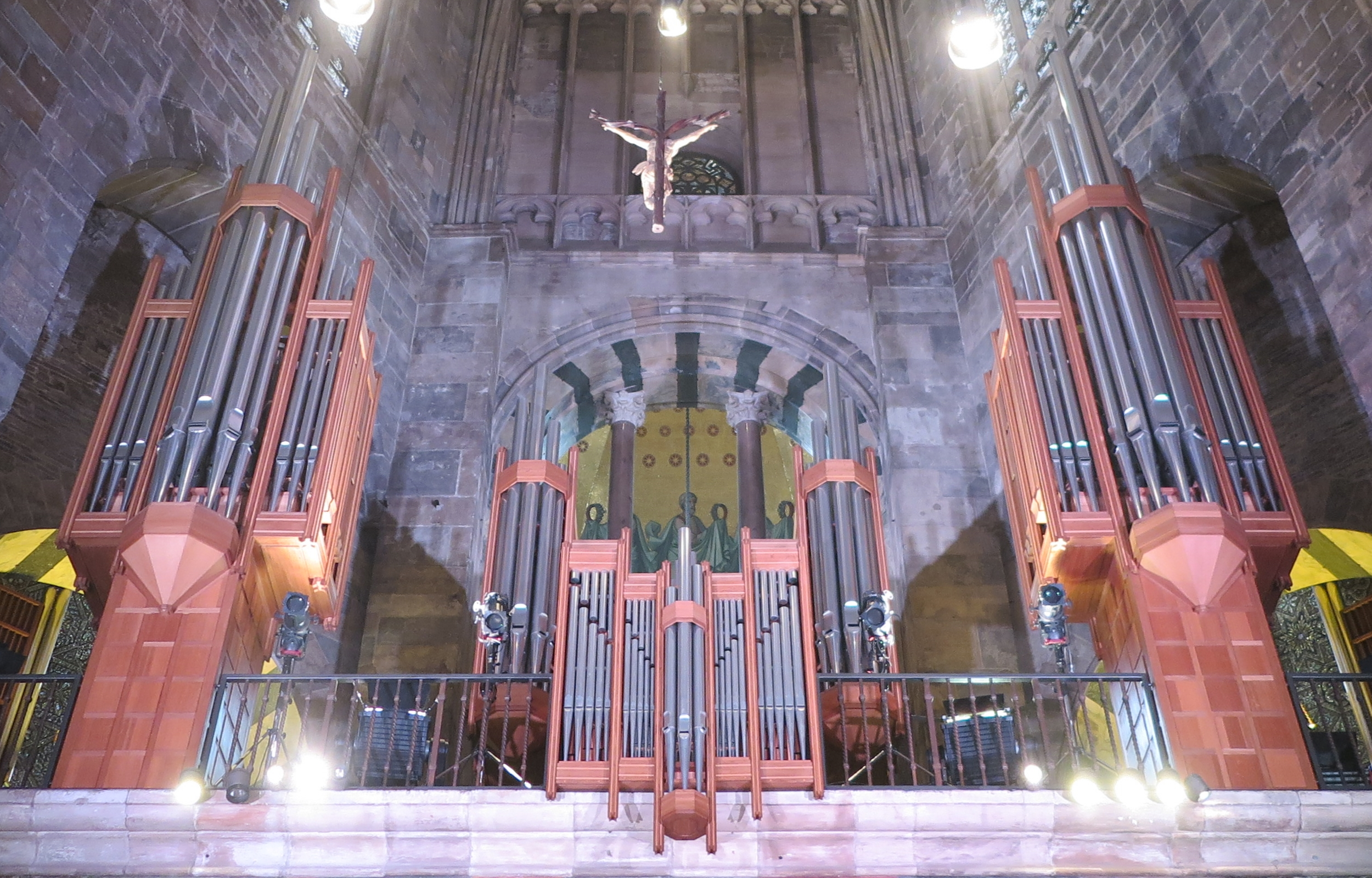
Орган

### Бічні каплиці
Навколо восьмикутника розташовано кілька бічних капел. За годинниковою стрілкою з південного сходу вони:
- На південному сході — Маттіаскапелле (капела святого Матфея), побудована наприкінці XIV століття, одночасно з хором.
- Межує з капелою Святого Матвія на південь — готична Аннакапелле (Каплиця Св. Анни).
- Південь західного фасаду — Унганкапелле. Спочатку готична сторона капели була перебудована в стилі бароко в XVIII столітті, відповідно до планів італійського архітектора Джозефа Моретті.
- Поруч із західним фасадом на північ стоїть Капела Святого Миколая і Святого Михайла XV ст.

- На північний схід до восьмикутника прибудована капела Св. Чарльза та Губерта.

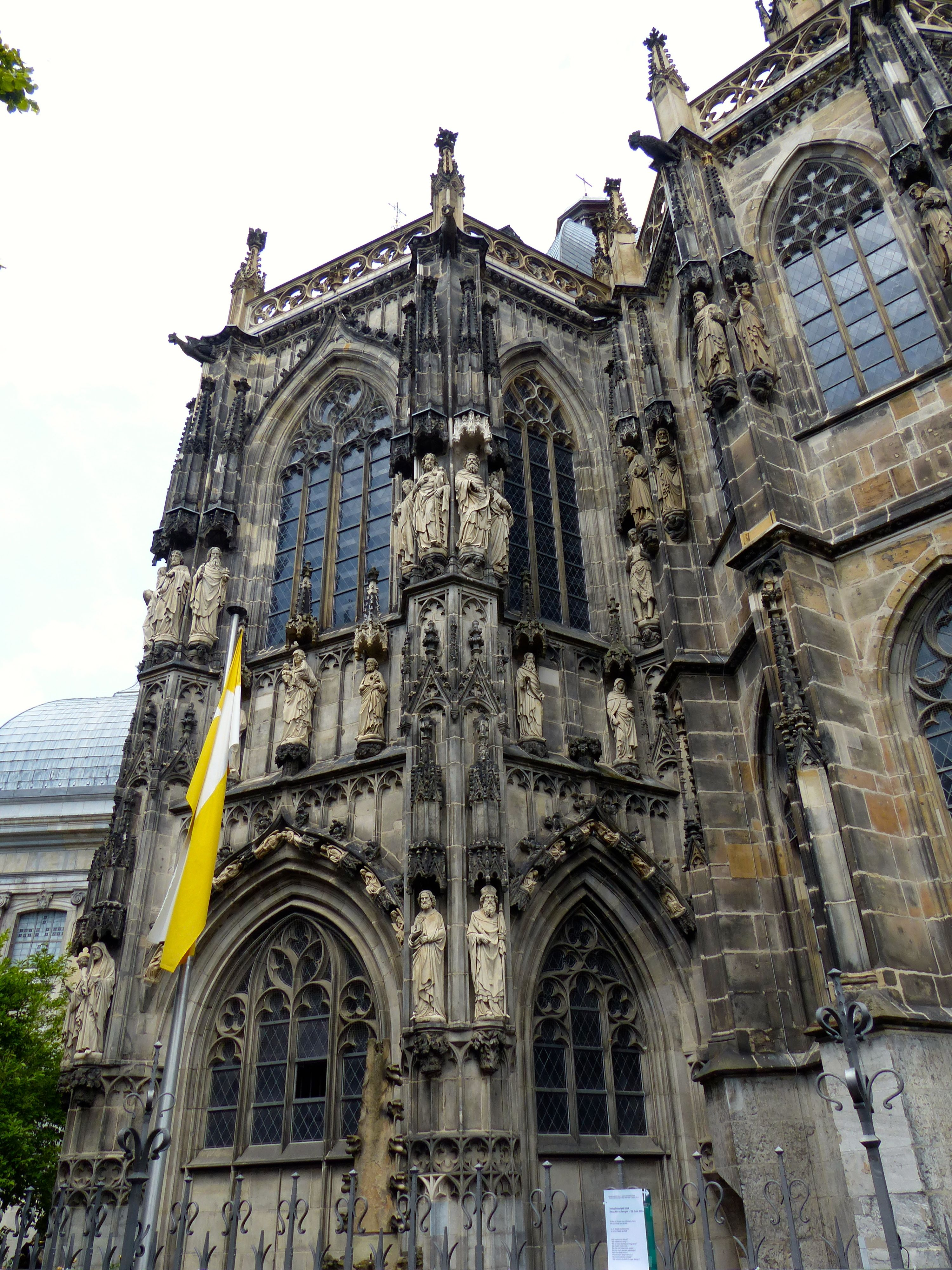
Аннакапелле (Каплиця Св. Анни)
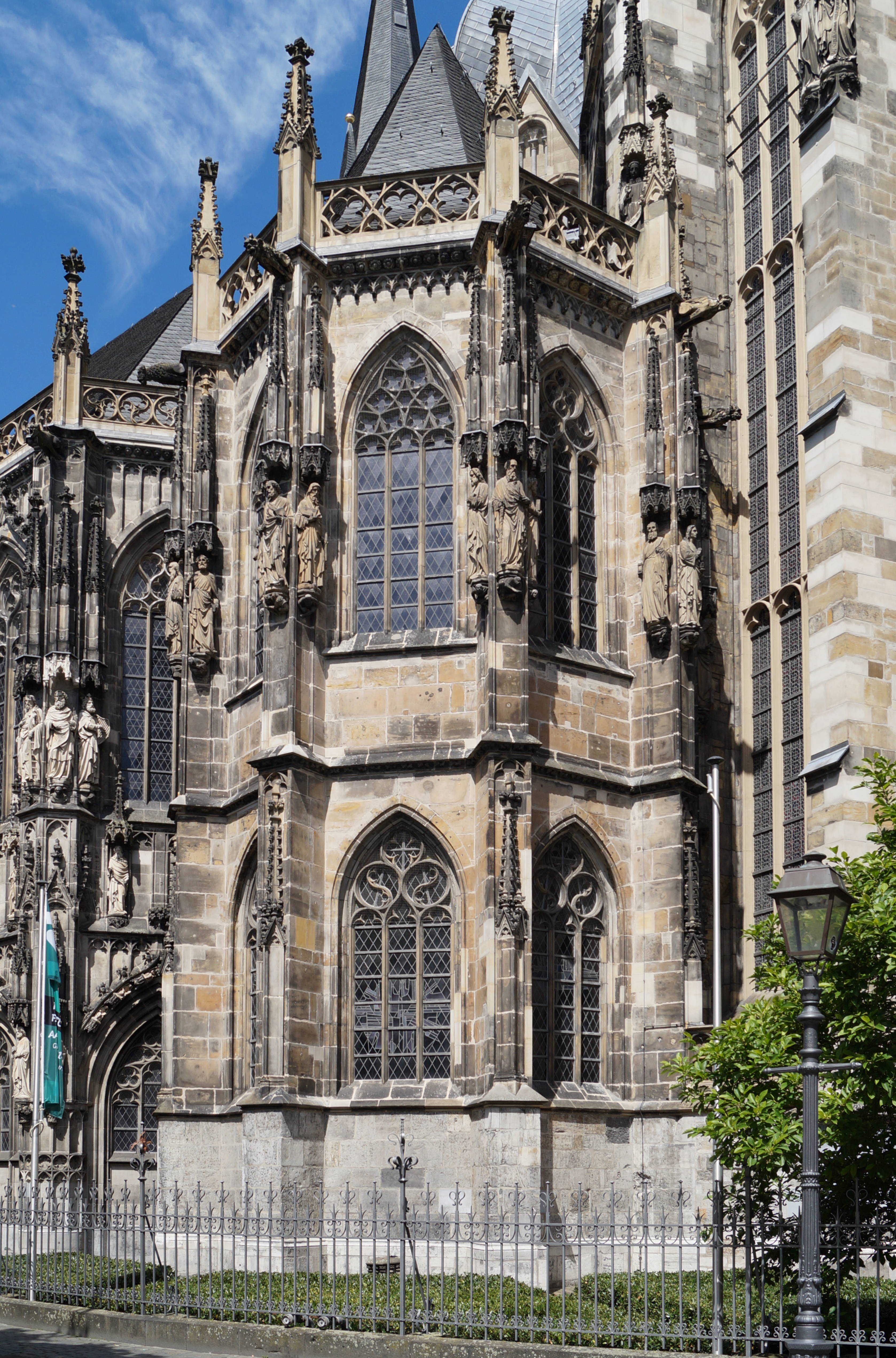
Маттіаскапелле (капела святого Матфея)
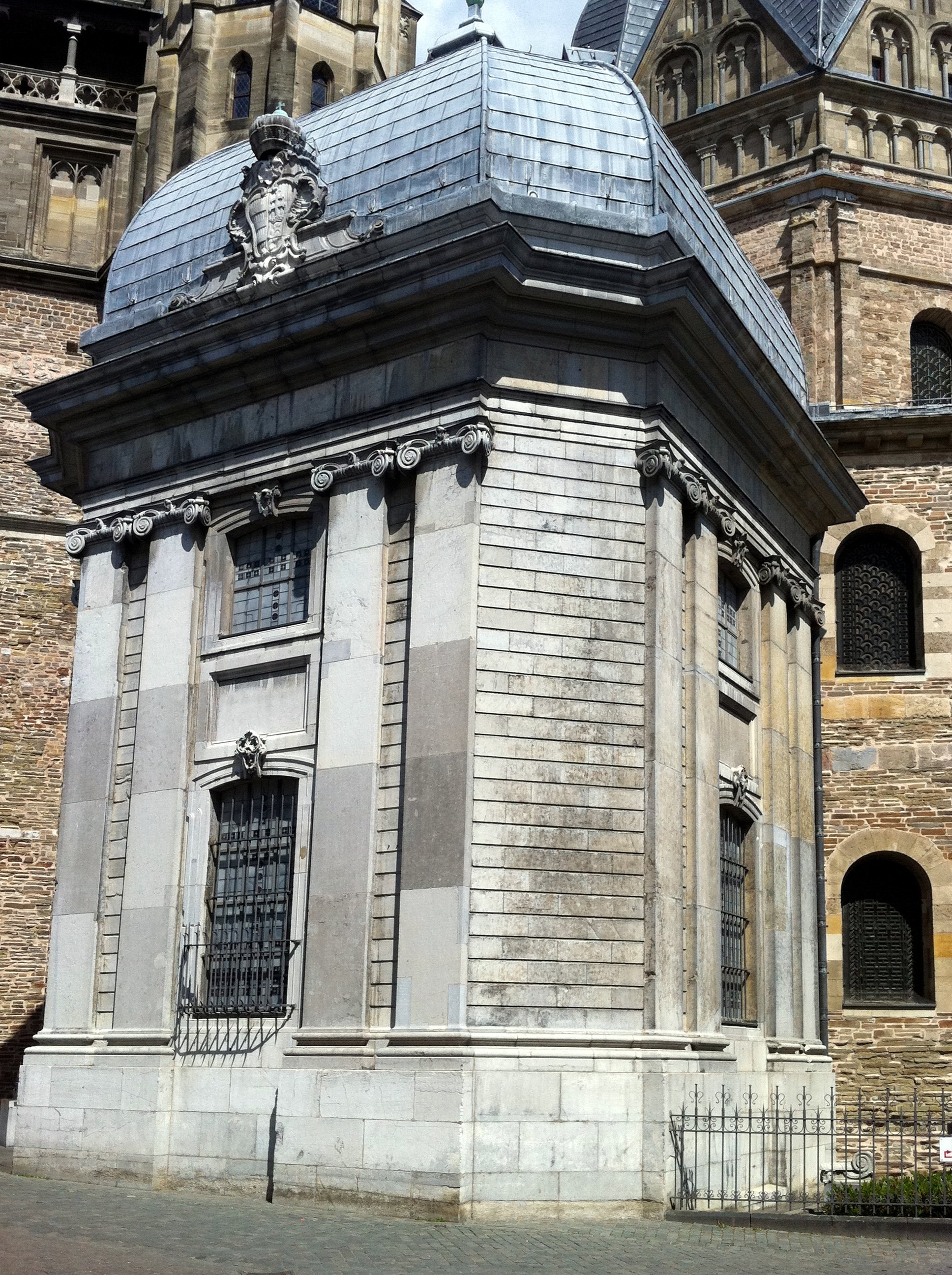
Ungarnkapelle
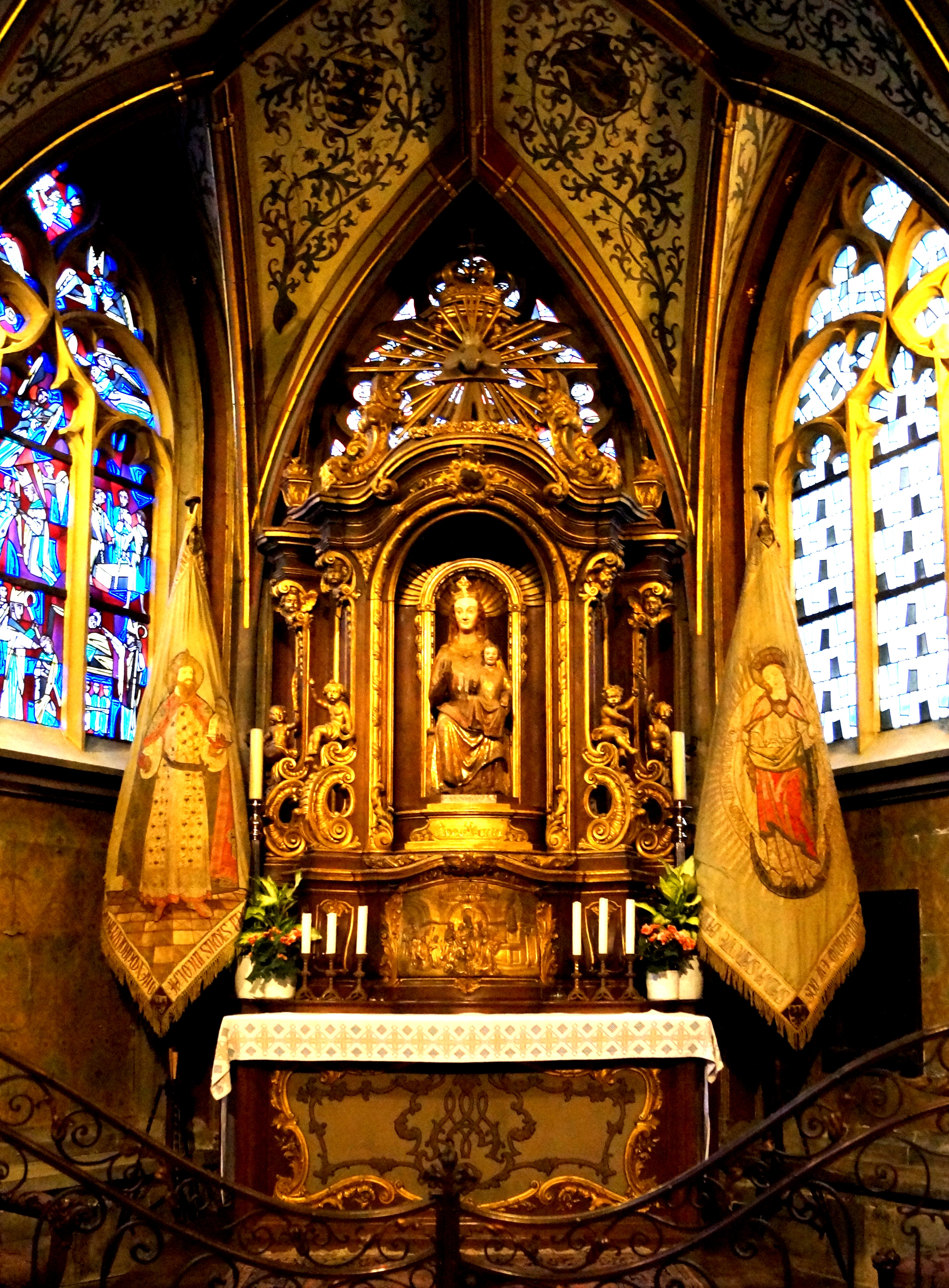
Інтер'єр капели Святого Миколая і Святого Михайла

## Знакові предмети

### Трон Карла Великого
У західній галереї на нижньому поверсі, навпроти хору, розташований престол Карла Великого.

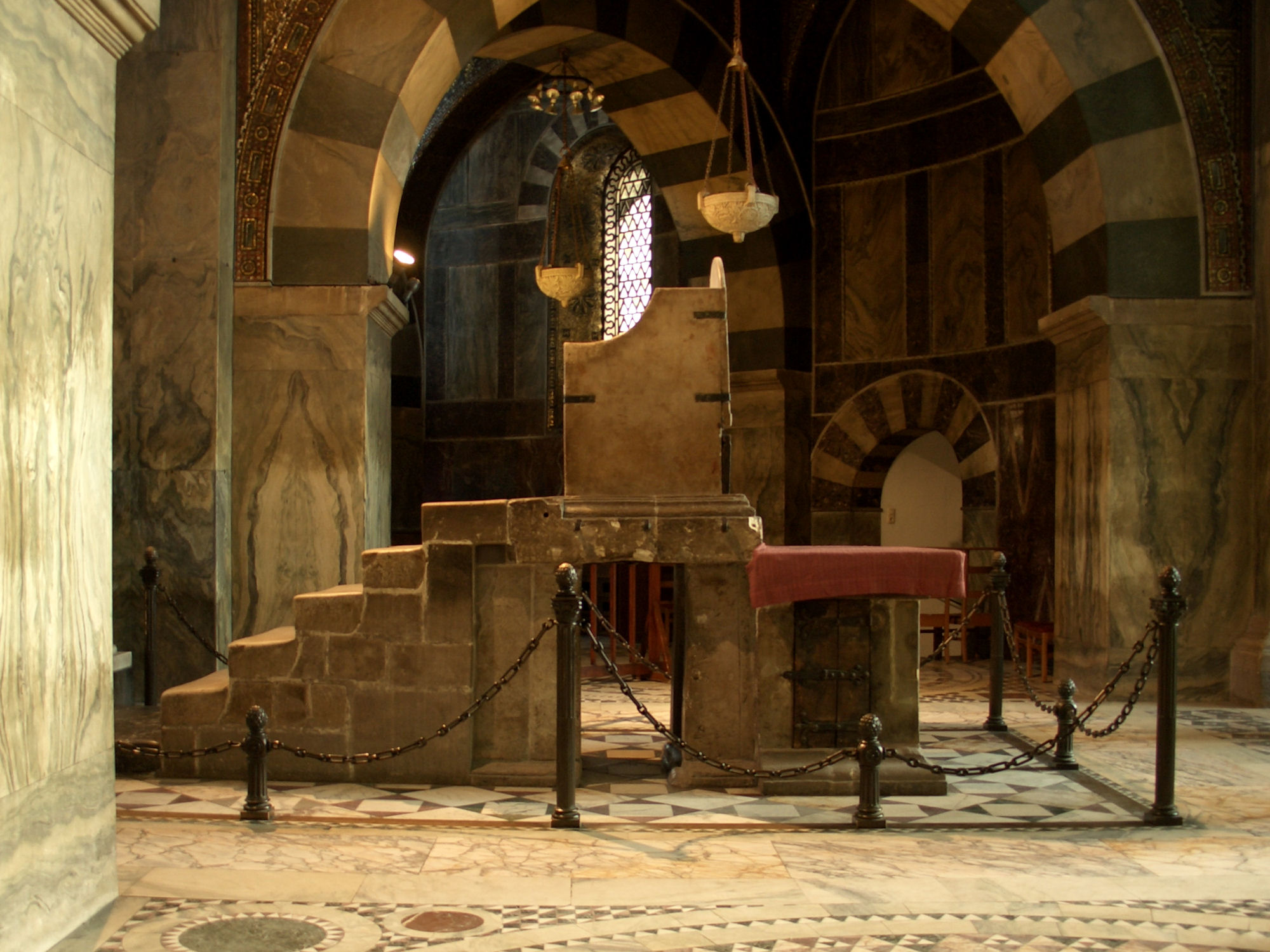
Трон Карла Великого

### Люстра Барбаросса
У центрі купола — люстра на довгому ланцюжку, близько чотирьох метрів над землею, діаметром чотири метри, відома як люстра Барбаросса (1165—1170). Це творіння було пожертвою імператора Фрідріха Барбаросу та його дружини Беатріче. Сорок вісім свічок люстри запалюються для урочистостей Церкви.

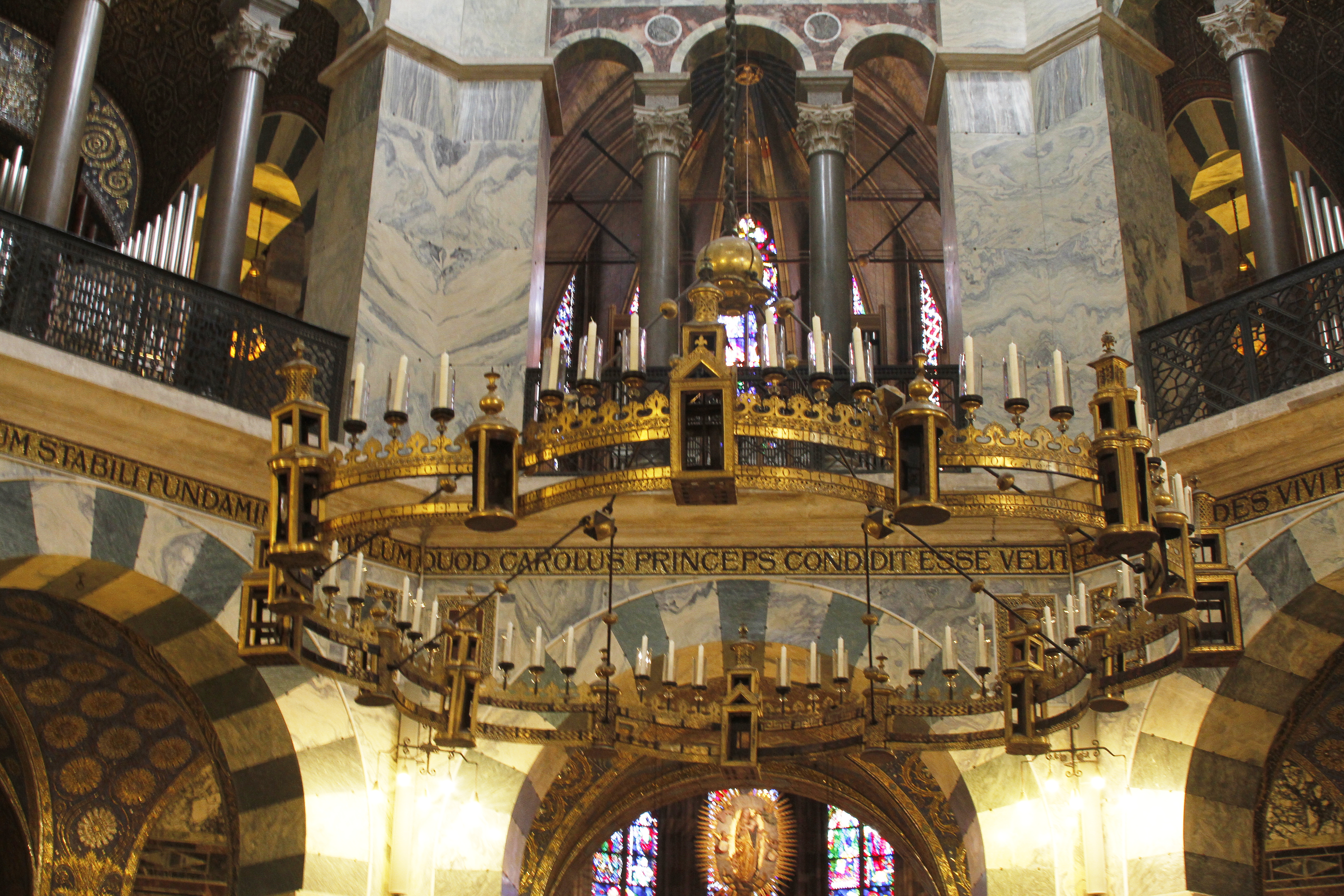
Люстра Барбаросса

### Скарбниця
Соборна скарбниця Аахенського собору містить надзвичайно важливі об'єкти, включаючи хрест Лотаря, бюст Карла Великого та Персефонського саркофагу. Соборна скарбниця в Аахені вважається однією з найважливіших церковних скарбниць у Північній Європі.

### Пала д'Оро
Золотистий вівтар, Пала д'Оро, ймовірно, був створений близько 1020 року у Фульді. Він складається з сімнадцяти окремих золотих панелей. Перші п'ять рельєфів, ймовірно, створені майстрами в Рейнській області і відрізняються разюче радісною розповіддю. Ймовірно, зроблені на пожертви імператора Отто III. Решта панелей, разом з центральною групою Христа, Марії і Михайла, черпають мотиви з Візантії і пізніх Каролінгів, ймовірно створені на кошти Генрі II.

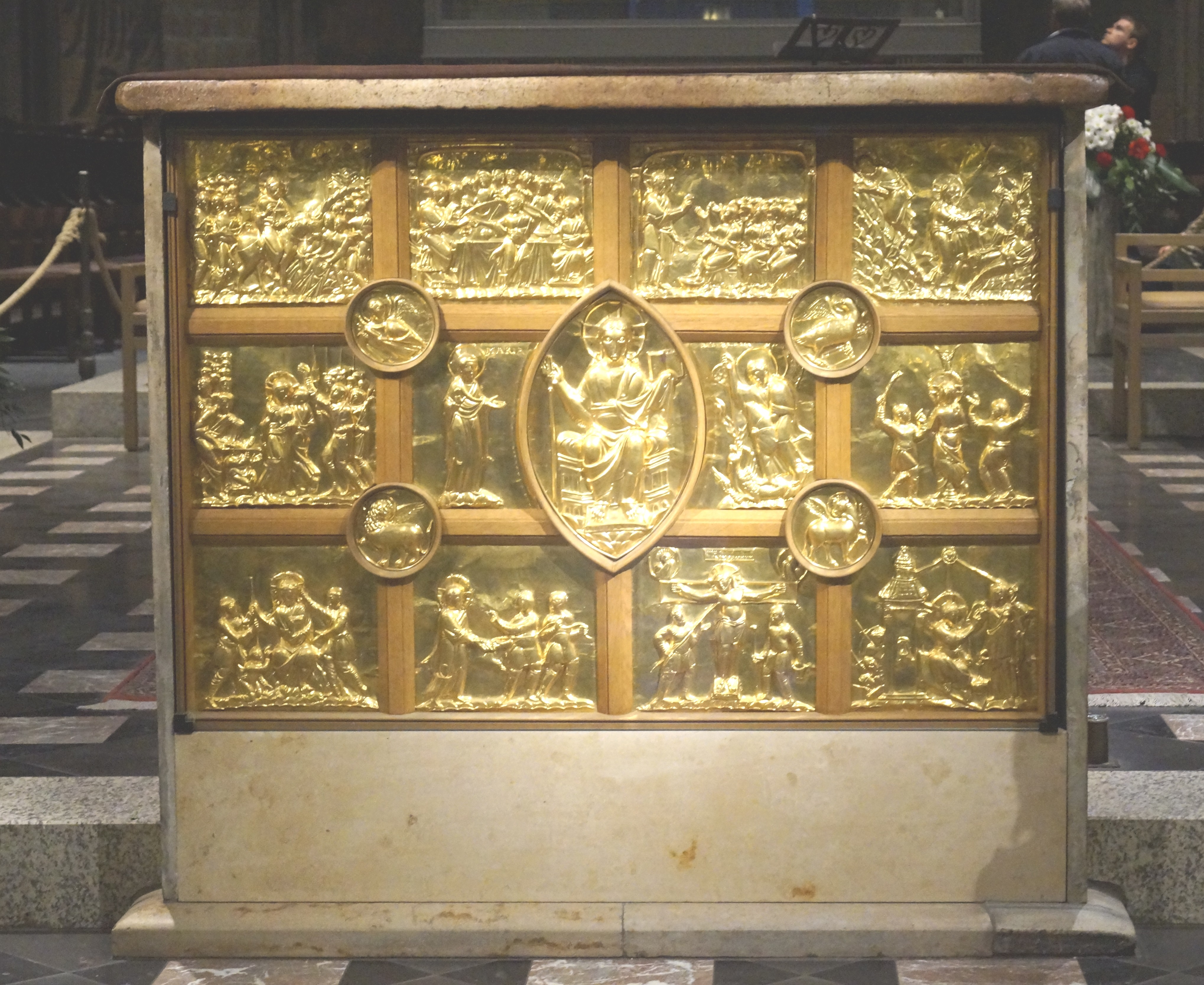
Пала д'Оро

### Дзвони
У дзвіниці висять вісім дзвонів на дерев'яних ярмах у дерев'яній рамі. Дзвони створені через три роки після міської пожежі 1656 року Францем фон Тріром та його сином Якобом.

## Хронологія
768—800: Будівництво собору на місці римської лазні. Зовнішня частина була покрита червоною штукатуркою.
805: Освячення собору папою Львом III.
814: Похорон Карла Великого в Палатинській каплиці.
936: Коронація Отто I в Палатинській каплиці.
997: Отто III наказав пофарбувати стіни каплиці Палатина.
1002: Отто III похований у каплиці Палатина.
1002–1014: Генріх II пожертвував Амбон Генріха II
1152–1190: Фрідріх І дарує люстру Барбаросси.
1165: Канонізація Карла Великого.
1187–1193: установка романського монастиря, розширення восьмикутника.
1240–1250: Зведення фронтону Октагона, колапс вікна в західній ніші.
1355–1414:. Зведення хору, одночасно зі зведенням капели Матфея.
1420: Статуї на стовпах у хорі.
1449: Прибудована капела Св. Анни, спочатку як відкритий зал на нижньому поверсі, перебудована у стилі бароко в 1772 році, відновлена в 1862 році з готичною кладкою.
1456–1474: дворівнева капела Св. Чарльза і Сент-Гюберт.
до 1487 року: капела святого Миколая.
1656: Спустошлива пожежа через необережність в пекарні в центрі Аахену призвела до 17 загиблих та багатьох поранених людей. Весь дах собору був повністю зруйнований.
1664: Новий дах на восьмикутнику та хорі.
1748–1767: Зведення Унганкапелле.
1794: Окупація міста французькими революційними військами.
1814: Аахен стає частиною Прусського королівства.
1832: Початок реставраційних робіт.
1843: Перевстановлення деяких з колон Капели Палатини (28 штук повернулися з Франції), кілька колон замінені новими, старі бронзові основи замінено мармуром.
1847: заснування Карлової асоціації (Charlemagne Society).
1849–1861: Ремонт хору.
1857–1862: Відновлення Каплиці Св. Анни.
1864–1866: Відновлення Каплиці Святого Матфея.
1868: Відновлення Каплиці Св. Чарльза і Сент-Гюбер.
1879–1884: Доповнення до західної вежі, в пошуках готичної форми башти.
1879–1881: Прикраса купола з мозаїкою, виконана венеціанським мозаїком Антоніо Сальвіатісом.
1913: Мармурові підлоги в восьмикутнику та пасажах.
1949–1951: Відновлення хору, який був зруйнований у Другій світовій війні Вальтером Беннером та Антоном Вендлінгом.
1986–2011: Масові програми реставрації до Ахенського собору. Зовнішні ремонтні роботи були завершені 2006 року.

## Фотогалерея

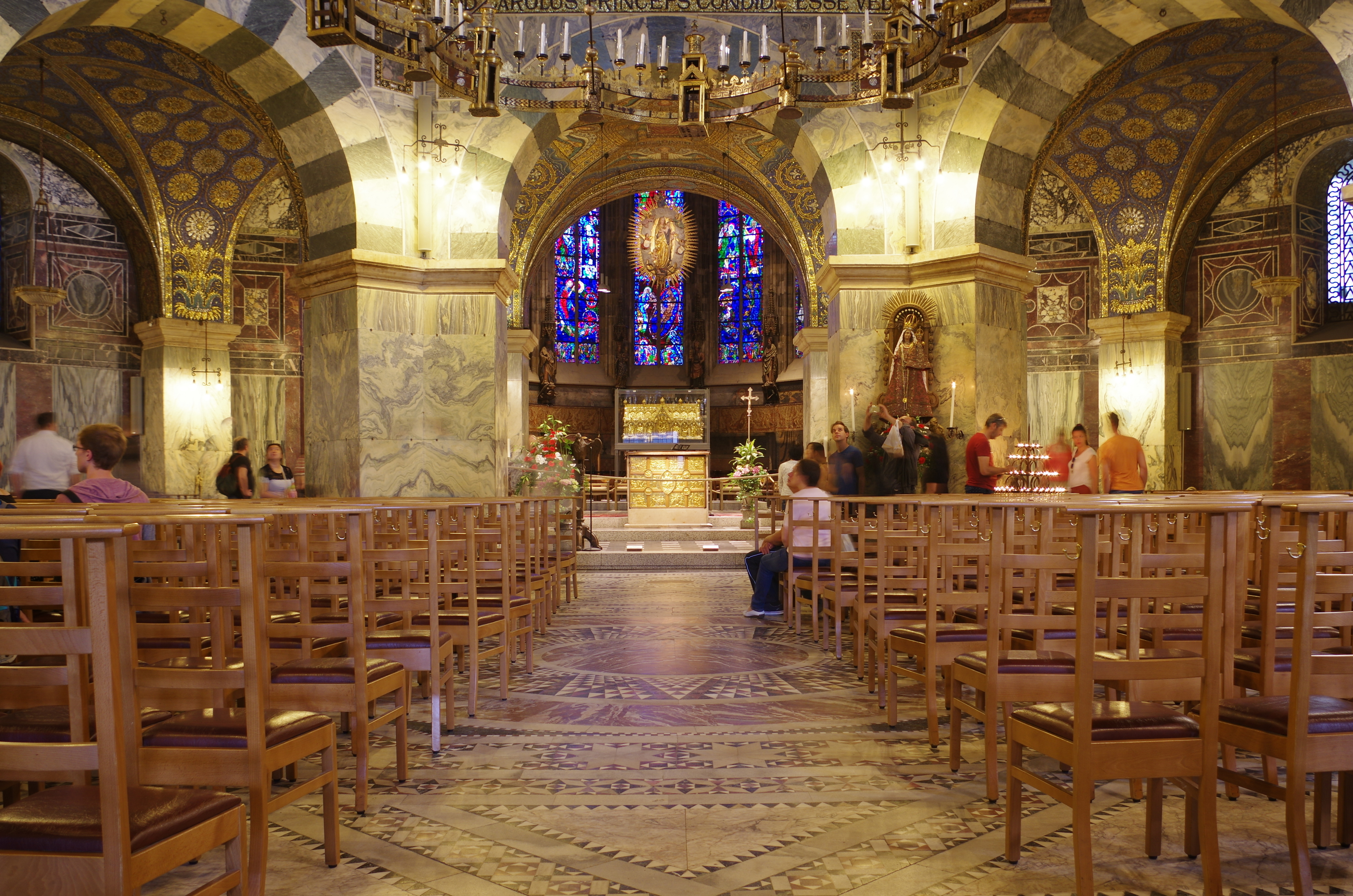
Усередині восьмикутної палацової капели
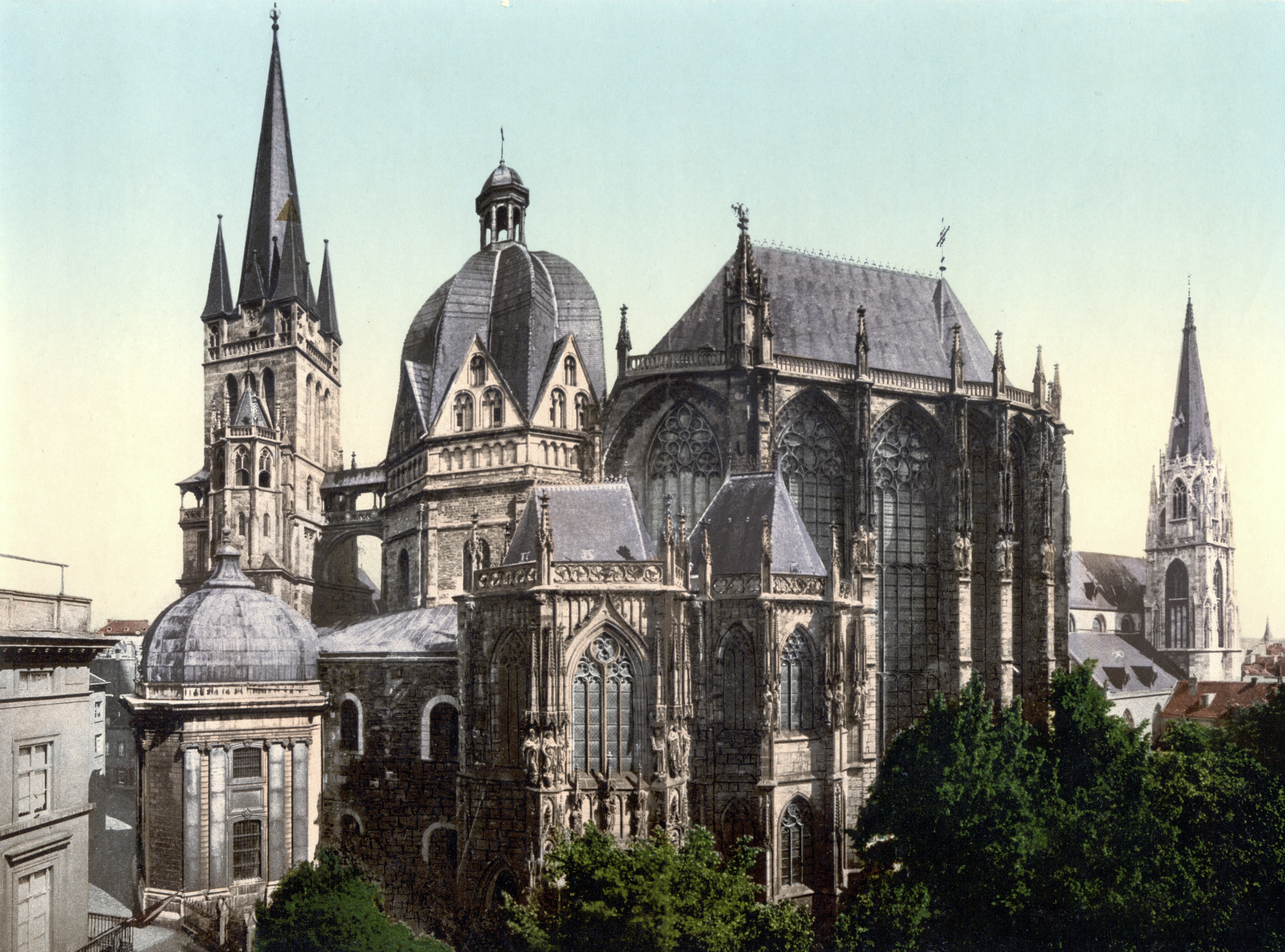
Аахенський собор близько 1900 року
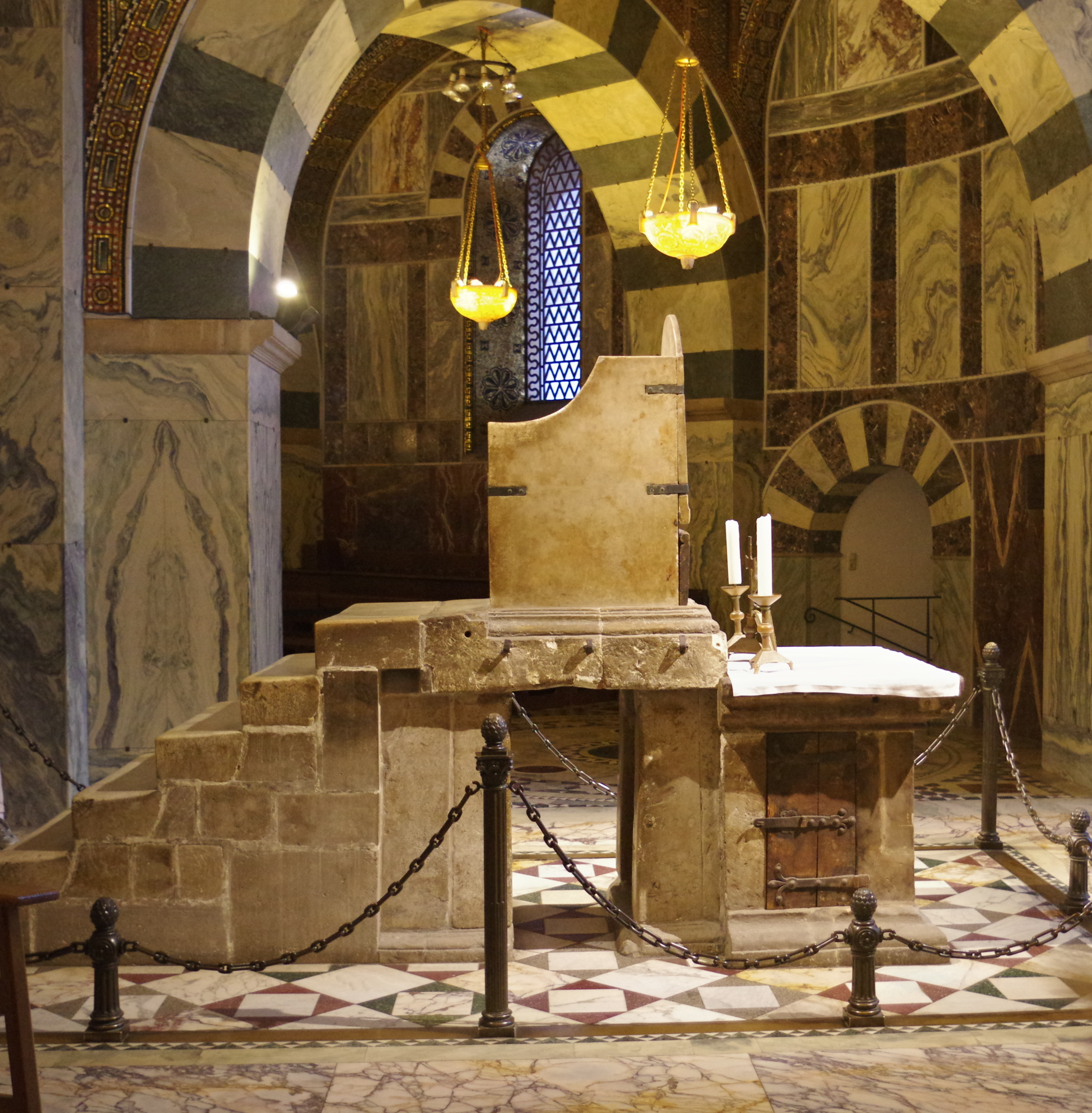
Королівський трон в соборі
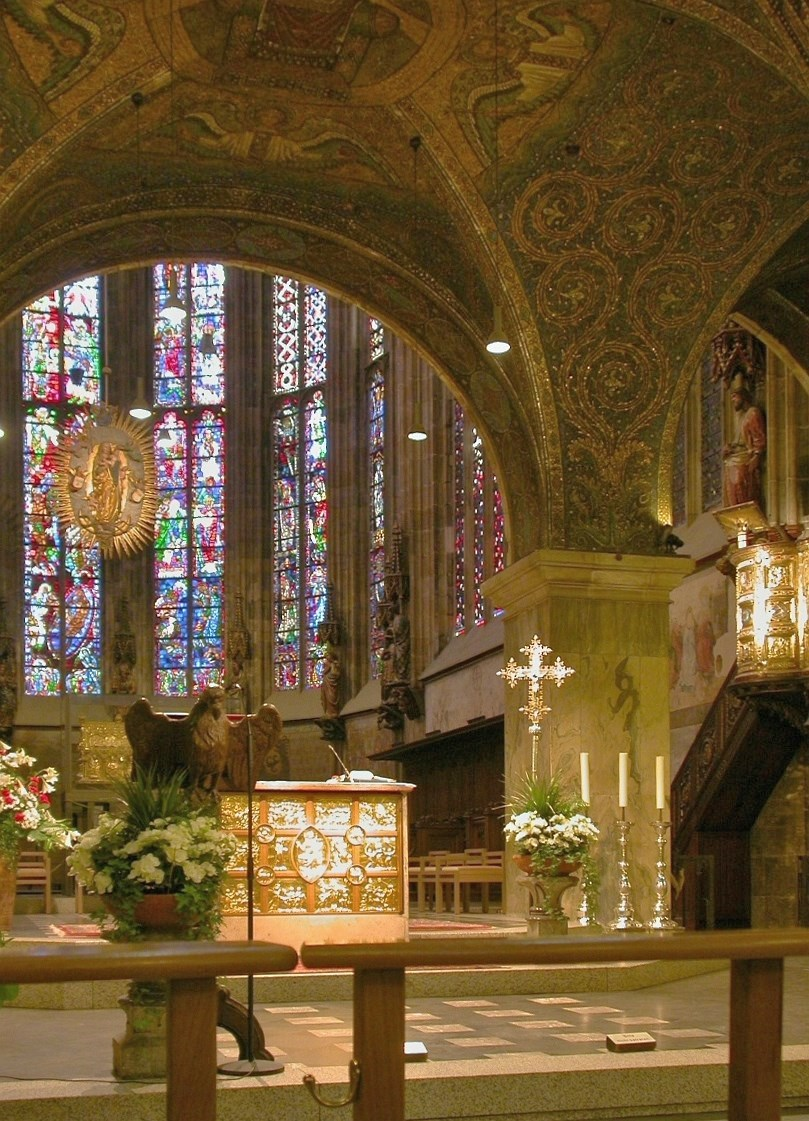
Приміщення з вівтарем
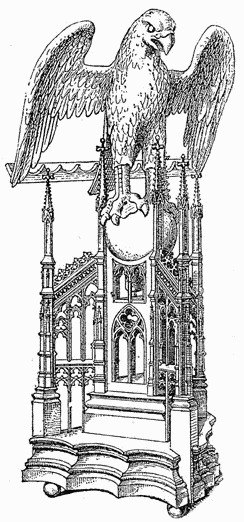
Стіл з похилою поверхнею (Adlerpult)
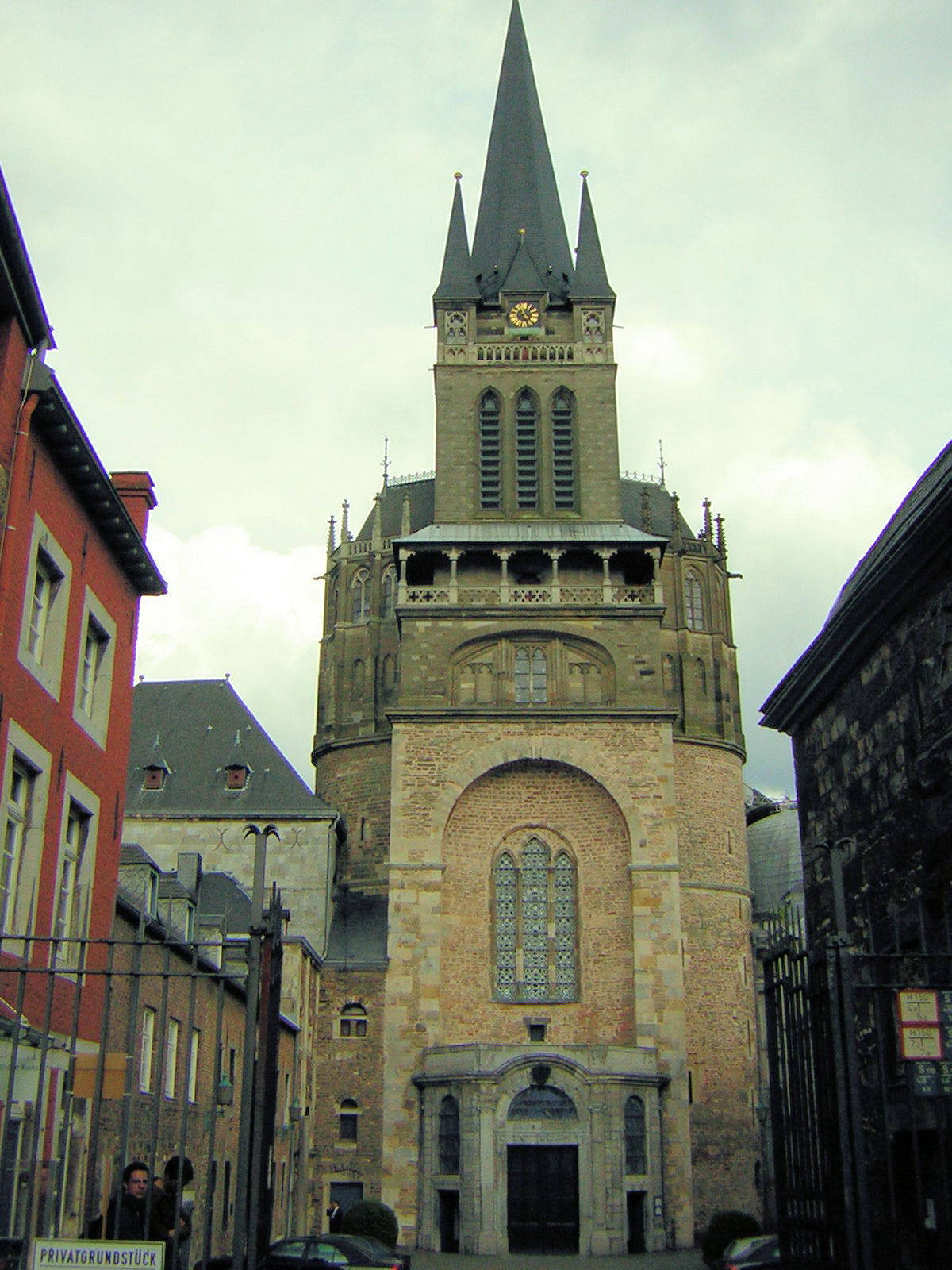
Башта
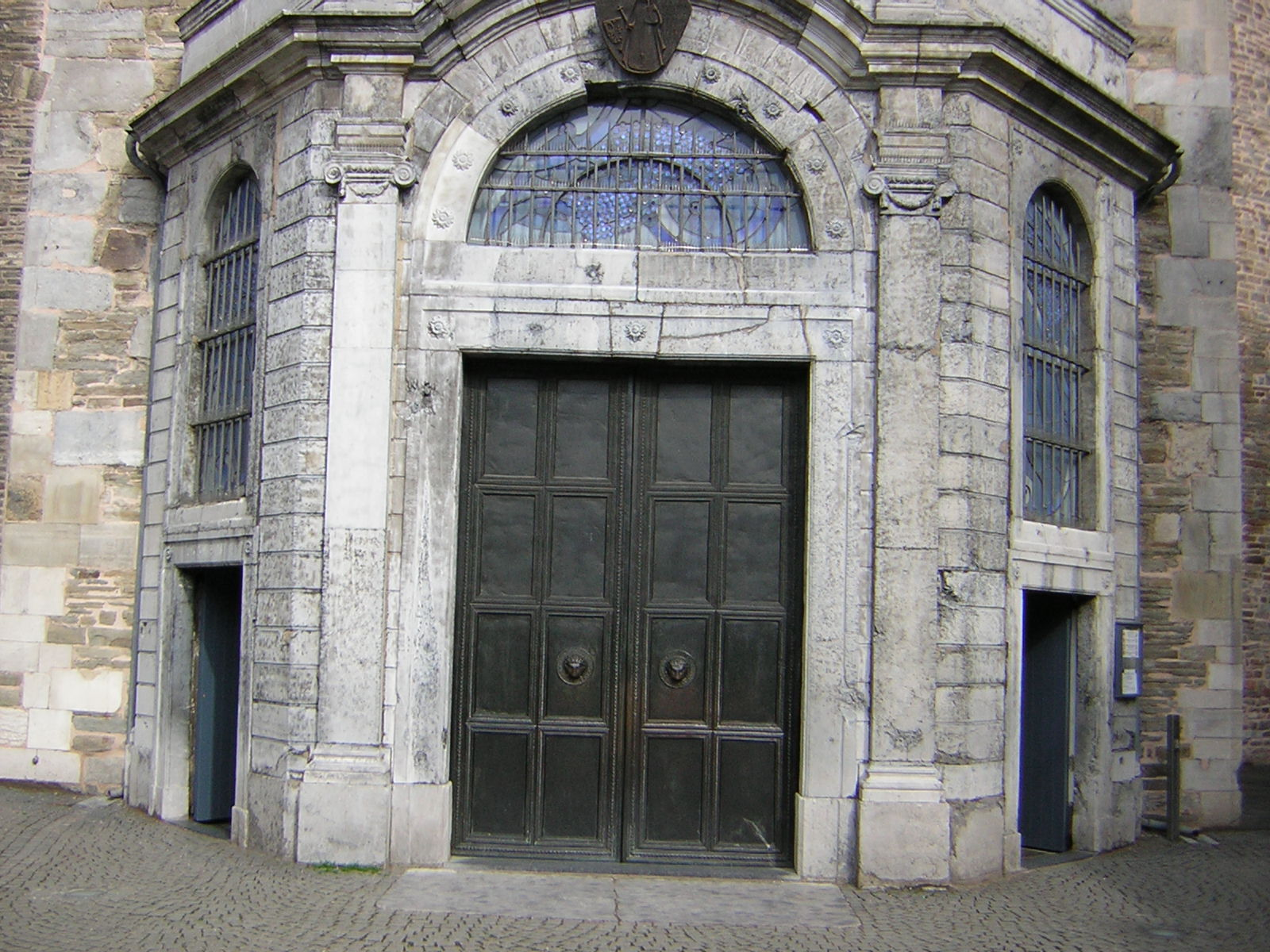
Брама
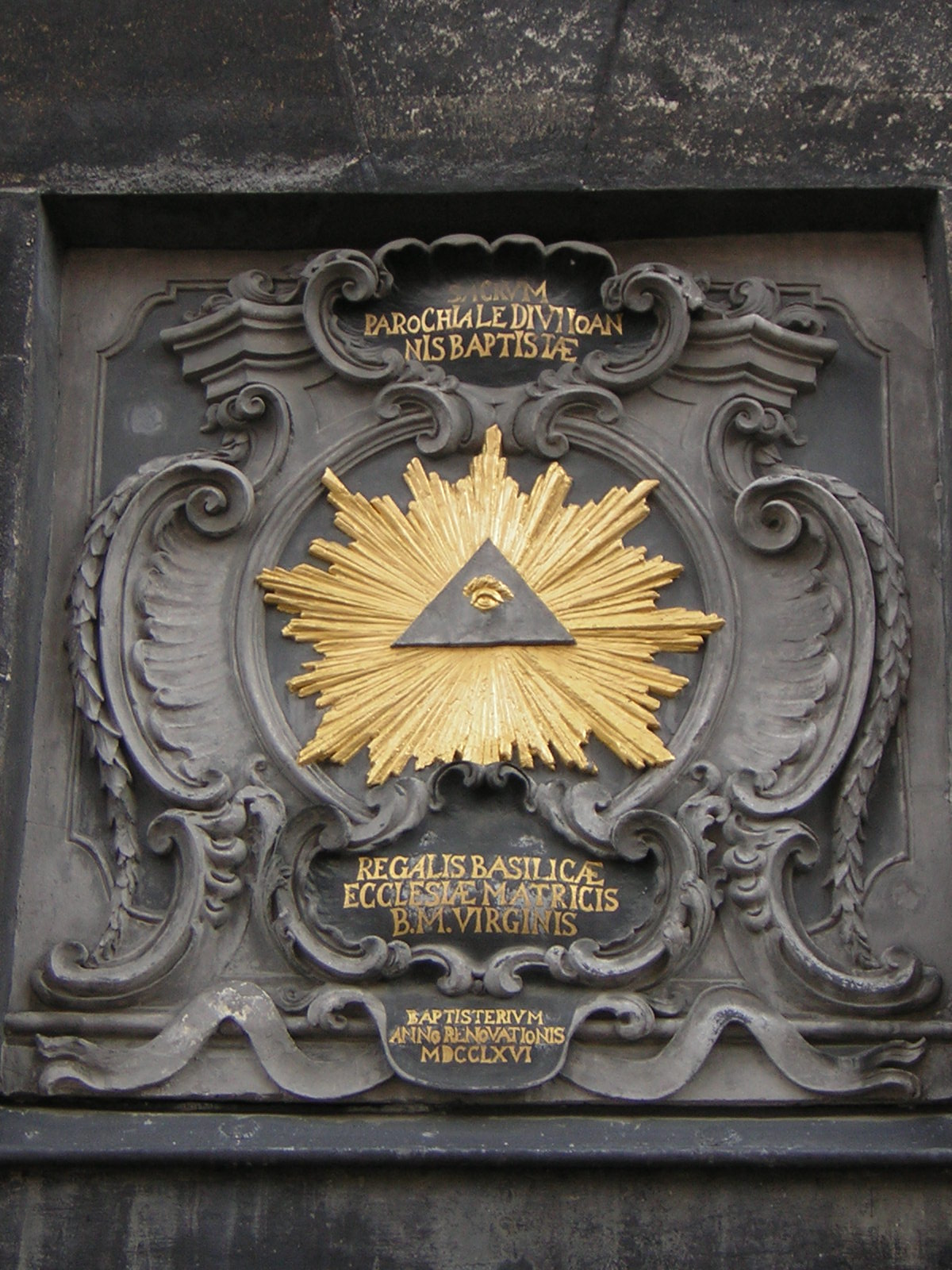
«Всевидяче око»